# Louis-Lewin-Straße
Louis-Lewin-Straße – stacja metra w Berlinie, w dzielnicy Hellersdorf, w okręgu administracyjnym Marzahn-Hellersdorf na linii U5. Stacja została otwarta w 1989.